# راي سبنسر
راي سبنسر (بالإنجليزية: Ray Spencer)‏ (25 مايو 1933 - 1 يوليو 2016) هو لاعب كرة قدم بريطاني في مركز الوسط. لعب مع أستون فيلا ونادي باث سيتي ودارلينجتون إف سى.

## وصلات خارجية
- راي سبنسر على موقع قاعدة بيانات كرة القدم.إي يو (الإنجليزية)